# 多马兰 (伊泽尔省)
多马兰（法語：Domarin，法語發音：[dɔmaʁɛ̃]）是法国伊泽尔省的一个市镇，属于拉图尔迪潘区。

## 地理
多马兰（45°35'8"N, 5°14'39"E）面积2.99 平方千米，位于法国奥弗涅-罗讷-阿尔卑斯大区伊泽尔省，该省份为法国东南部内陆省份，北起顺时针与安省、萨瓦省、上阿尔卑斯省、德龙省、阿尔代什省、卢瓦尔省和罗讷省。
与多马兰接壤的市镇（或旧市镇、城区）包括：布尔关雅略、谢兹讷沃、莫贝克、圣阿尔邦德罗什。

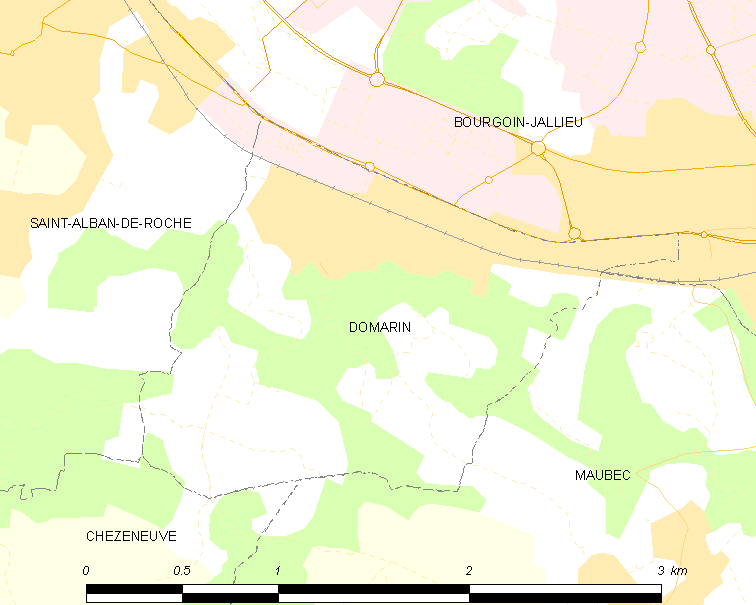
的OSM定位图

多马兰的时区为UTC+01:00、UTC+02:00（夏令时）。

## 行政
多马兰的邮政编码为38300，INSEE市镇编码为38149。

## 政治
多马兰所属的省级选区为布尔关雅略县。

## 人口

1962-2008年间人口变化图示

多马兰于2022年1月1日时的人口数量为1670人。